# باربرا كيلرمان
باربرا كيلرمان (بالإنجليزية: Barbara Kellerman)‏ هي ممثلة بريطانية، ولدت في 30 ديسمبر 1949 في مانشستر في المملكة المتحدة.

## وصلات خارجية
- باربرا كيلرمان على موقع IMDb (الإنجليزية)
- باربرا كيلرمان على موقع ألو سيني (الفرنسية)
- باربرا كيلرمان على موقع أول موفي (الإنجليزية)
- باربرا كيلرمان على موقع قاعدة بيانات الأفلام السويدية (السويدية)
- باربرا كيلرمان على موقع قاعدة بيانات الفيلم (الإنجليزية)
- باربرا كيلرمان على موقع كينوبويسك (الروسية)